# RN 10 (Zentralafrikanische Republik)
Die Route nationale 10 (abgekürzt RN 10) ist eine Nationalstraße in der Zentralafrikanischen Republik. Durch die Lage im Südwesten des Landes ist das Befahren der RN 10 mit relativ geringem Risiko verbunden (Stand 2016). Die Strecke ist von Berbérati bis zum Abzweig nach Salo kurz vor Nola Teil des Tripolis-Windhoek-(Kapstadt)-Highway-Projektes (Trans-African Highway Nr. 3).

## Verlauf
Die RN 10 ist auf ihrem kompletten Verlauf nicht asphaltiert. Sie beginnt in Berbérati an der Route nationale 6 und führt zuerst in Richtung Südosten, bis sie nach 54 km den Fluss Mambéré überquert. Kurz darauf biegt die Rout régionale 5 nach Norden ab, die nach Carnot führt. Nach 83 km erreicht die RN 10 eine Ortschaft, in der die Route régionale 26 nach Osten abzweigt. Die RN 10 dagegen führt nun nach Südwesten. Etwa 7 km vor Nola biegt eine weitere Verbindungsstraße ab, die in Richtung Süden bis nach Salo führt und möglicherweise weiter nach Ouésso in der Republik Kongo verlängert werden soll. In Nola selbst werden von der RN 10 sowohl der Mambéré als auch der Kadéï überquert, kurz bevor die beiden Flüsse zusammenfließen. Für beide Querungen existieren keine Brücken, sondern nur Ponton-Fähren. Von Nola aus führt die RN 10 in Richtung Westen, bis sie nach insgesamt 207 km die Grenze zu Kamerun erreicht. Dort schließt die kamerunische D78 an, die weiter zur Stadt Yokadouma führt.